# Saint-James (Manche)
Saint-James (Französische Aussprache: [sɛ̃ʒɑm]) ist eine französische Gemeinde mit 4.966 Einwohnern (Stand 1. Januar 2022) im Département Manche in der Region Normandie. Sie gehört zum Arrondissement Avranches und zum Kanton Saint-Hilaire-du-Harcouët.
Sie entstand mit Wirkung vom 1. Januar 2017 als namensgleiche Commune nouvelle durch die Zusammenlegung der bisherigen Gemeinden Saint-James, Argouges, Carnet, La Croix-Avranchin, Montanel, Vergoncey und Villiers-le-Pré, die in der neuen Gemeinde den Status einer Commune déléguée haben. Der Verwaltungssitz befindet sich im Ort Saint-James.

## Gliederung
| Ortsteil                      | ehemaliger INSEE-Code | Fläche (km²) | Einwohnerzahl zum 1. Januar 2022 |
| ----------------------------- | --------------------- | ------------ | -------------------------------- |
| Saint-James (Verwaltungssitz) | 50487                 | 17,96        | 2.766                            |
| Argouges                      | 50018                 | 16,41        | .0513                            |
| Carnet                        | 50100                 | 10,18        | .0471                            |
| La Croix-Avranchin            | 50154                 | 10,79        | .0456                            |
| Montanel                      | 50337                 | 15,40        | .0371                            |
| Vergoncey                     | 50627                 | 07,73        | .0184                            |
| Villiers-le-Pré               | 50640                 | 07,94        | .0205                            |

## Lage
Saint-James liegt an der Grenze zwischen der Normandie und der Bretagne, in der Nähe von Mont-Saint-Michel, am Ufer des Flusses Beuvron. Auch der Guerge durchquert das Gemeindegebiet. An der südwestlichen Gemeindegrenze bildet der Tronçon auf einer weiten Strecke die Grenze zum benachbarten Département Ille-et-Vilaine in der Bretagne.

## Politik

### Städtepartnerschaften
Saint James pflegt mit folgenden zwei Gemeinden eine Städtepartnerschaft. 
- In Deutschland mit Erkelenz in Nordrhein-Westfalen, die Freundschaftsurkunde wurde am 12. Oktober 1974 besiegelt.
- In Großbritannien mit Beaminster (South West England) seit 1978.

## Sehenswürdigkeiten

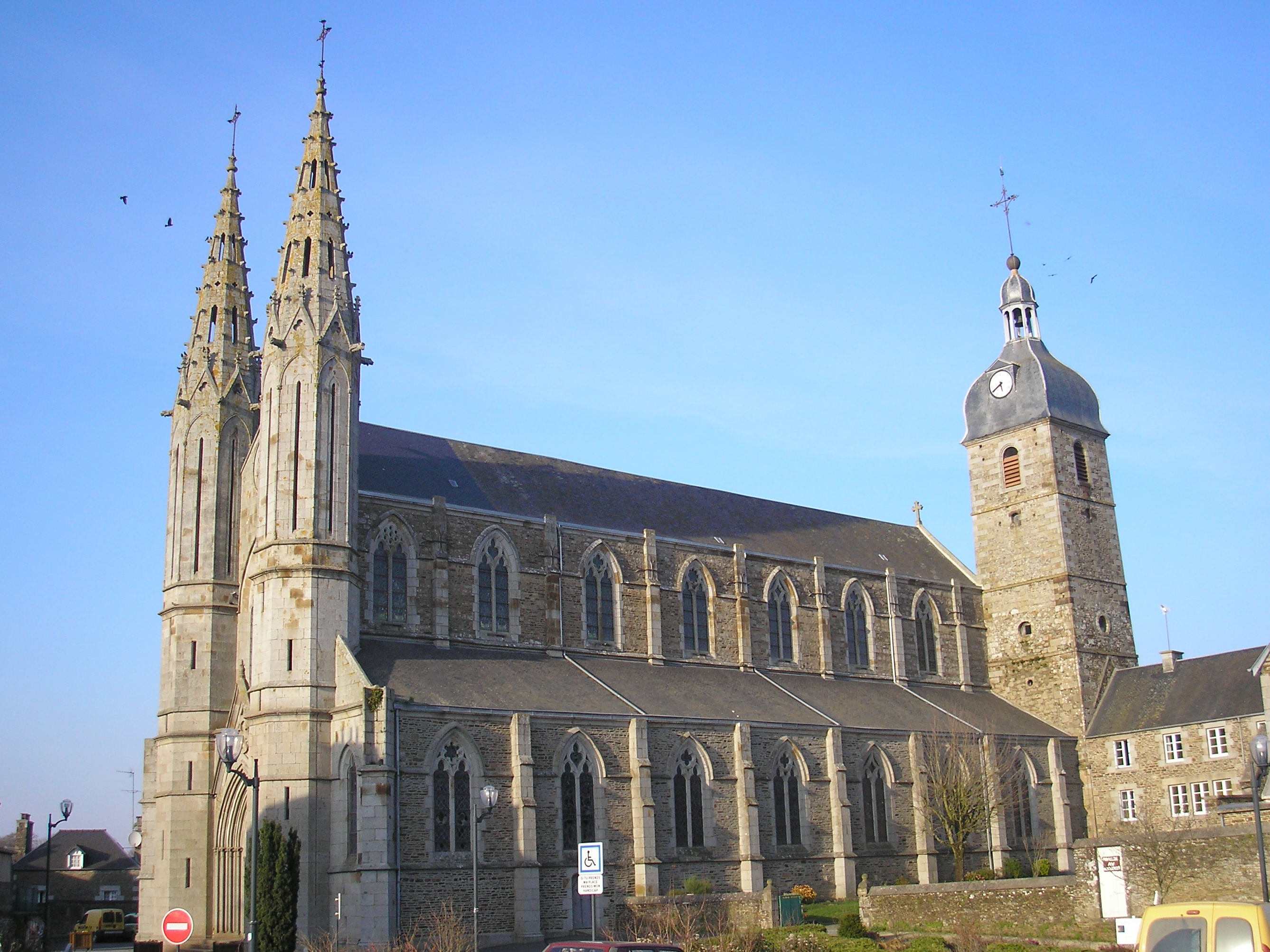
Die Kirche von St. James
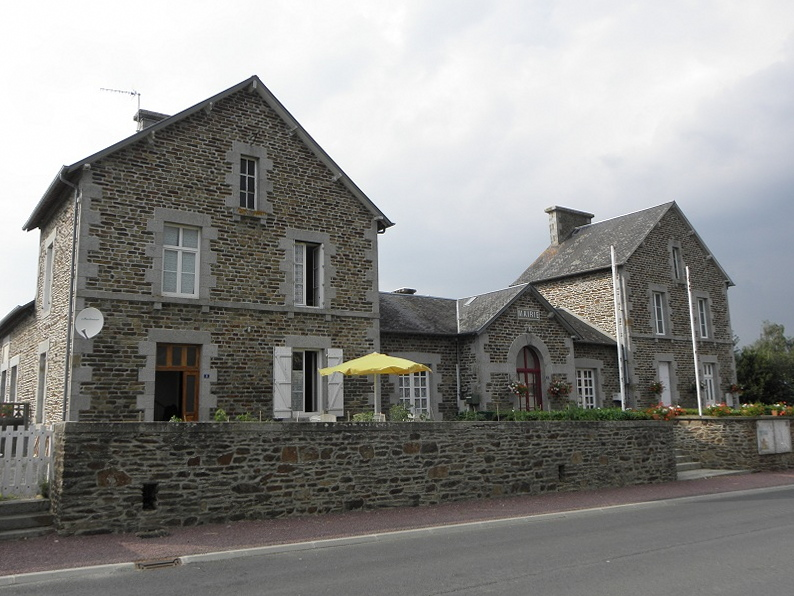
Die vormalige Mairie von Argouges
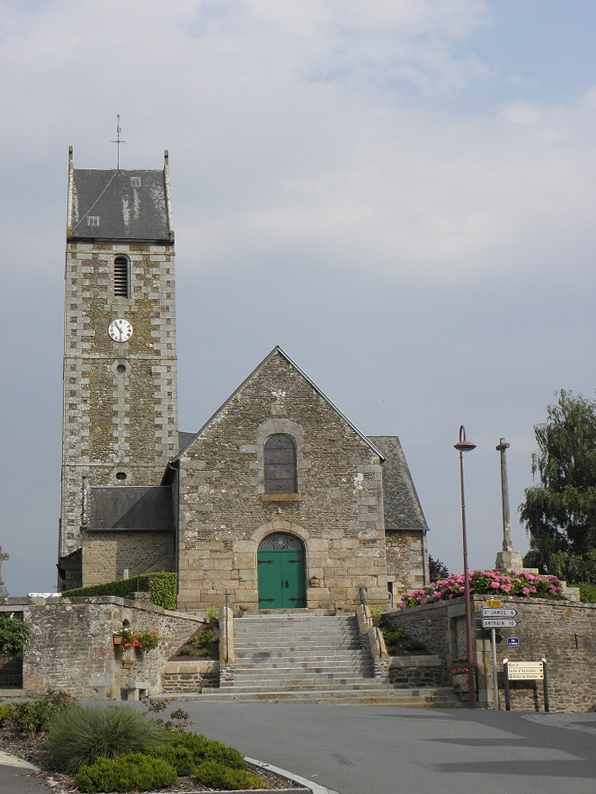
Die Kirche Saint-Pierre in Argouges
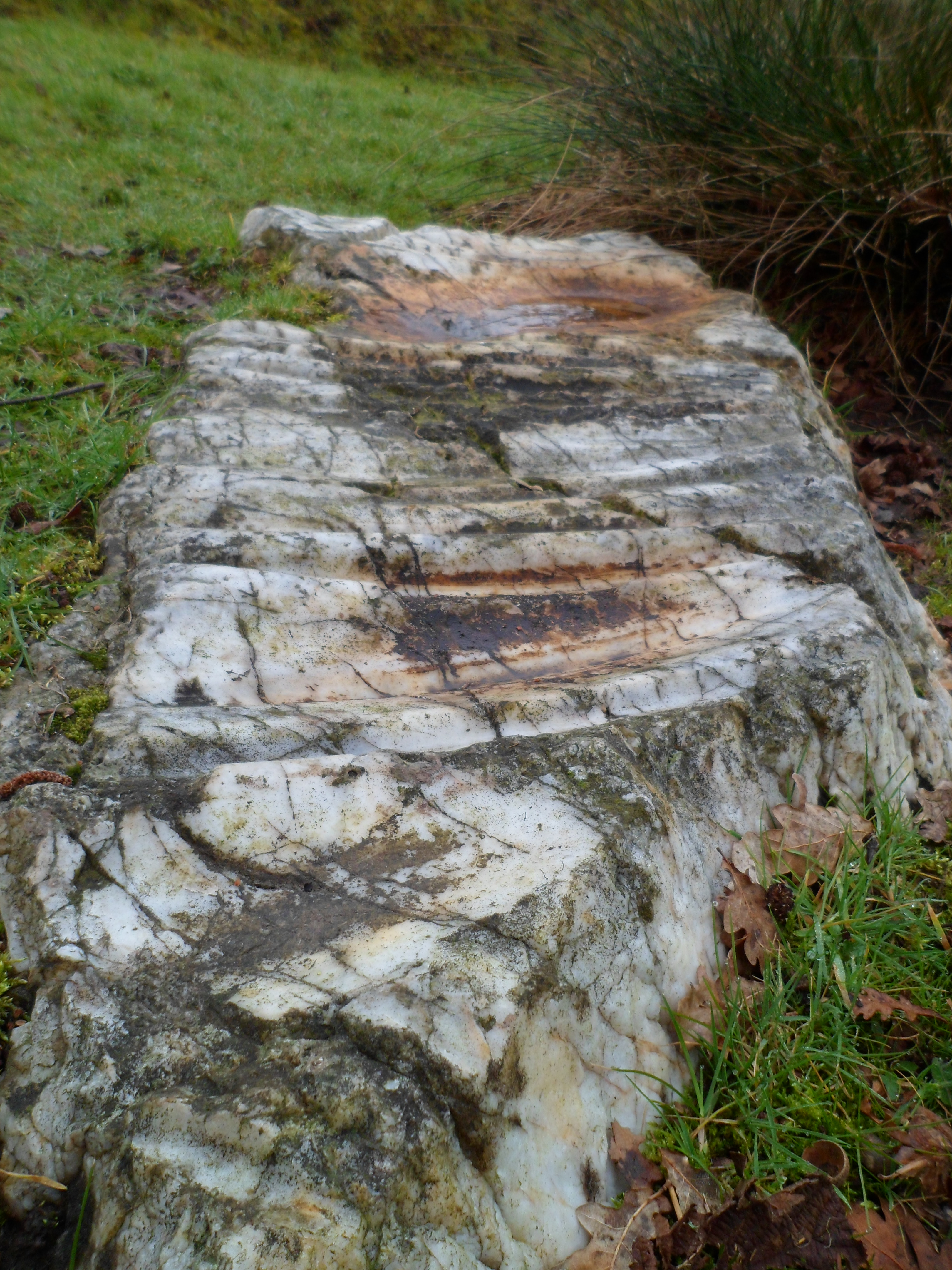
Polissoir von Saint-Benoît

- Die Wetzrillen der Megalithkultur von Saint-Benoît, als Denkmal Monument historique anerkannt.
- Das Friedhofstor aus dem 13. Jahrhundert
- Die Kirche Saint-Jacques aus dem 13. Jahrhundert mit einem Triforium und einem romanischen Portal. In der Kirche befindet sich eine Madonna mit Kind aus dem 14. Jahrhundert.
- Die Kirche Saint-Benoît aus dem 14. Jahrhundert.
- Das Schloss von Paluelle aus dem 15. Jahrhundert mit seinem Park sind als Denkmal eingestuft.
- Spuren der früheren Burg Saint-James sind an dem Ort la Haye de Terre zu finden.

### Der Amerikanische Soldatenfriedhof
Der Amerikanische Soldatenfriedhof (World War II Brittany American Cemetery and Memorial) liegt 2,4 Kilometer südöstlich von Saint-James. Hier wurden 4410 amerikanische Soldaten bestattet. Auf einer Wand sind die Namen von 498 Vermissten zu lesen. Der Friedhof hat eine Fläche von 28 acres (11, 3 Hektar).

## Wirtschaft und Infrastruktur
- Das Textilunternehmen Tricots Saint James, gegründet 1850 / 1889, stellt aus Wolle und Baumwolle hochwertige Kleidung, Strickware und T-Shirts im Seemannsstil her. 2012 beschäftigte es 300 Personen.[3]

### Verkehr
- Die Autoroute A84 von Caen nach Rennes führt im Westen an Saint-James vorbei.
- 1901–1933 wurde die Bahnstrecke Avranches–Saint-James betrieben.